# Glasfenster von St. Laurentius (Ahrweiler)
Die Glasfenster von St. Laurentius sind Bleiglasfenster in der katholischen Pfarrkirche St. Laurentius in Ahrweiler, einem Stadtteil von Bad Neuenahr-Ahrweiler im nördlichen Rheinland-Pfalz. Sie wurden alle im 20. Jahrhundert geschaffen.

## Geschichte
Der Kirchenführer von St. Laurentius schreibt: „Die ältesten Kirchenfenster trugen die Jahreszahl 1300, sie wurden jedoch wahrscheinlich um 1240 in den Werkstätten von St. Kunibert in Köln hergestellt.“ Nach dem Brand der Kirche wurden 1809 die stark beschädigten Fenster ausgebaut und verkauft. Über den Kunsthandel gelangten sie in die USA. Diese Fenster zeigten in Form von Rundbildern (Tondo) Szenen aus dem Leben des heiligen Laurentius, des Schutzpatrons der Kirche.
Die im 19. und Anfang des 20. Jahrhunderts eingebauten Fenster wurden 1945 – mit Ausnahme der Fenster im Nordchor und des benachbarten Dreifaltigkeitsfensters – im Zweiten Weltkrieg durch Kriegseinwirkungen  zerstört. Ab 1953 wurden zunächst die Fenster im Hauptchor und danach bis 1962 alle anderen mit neuen Verglasungen versehen. Die neuen Fenster wurden nicht nach einem Gesamtkonzept ausgeführt, sondern von verschiedenen Künstlern entworfen, nach deren Kartons die beteiligten Glasmalereien die Arbeiten ausführten.

## Fenster im nördlichen Seitenchor
Die ältesten Fenster der Kirche befinden sich im nördlichen Seitenchor. Sie wurden nach 1900 geschaffen und bildeten mit denen des gegenüberliegenden südlichen Seitenchors eine Einheit. Sie zeigten acht Heilige, von denen lediglich die Heiligen Albertus, Jakobus, Josef und Michael im nördlichen Seitenchor erhalten sind. Das Michaelsfenster, auch Kriegsfenster bezeichnet, ist den Gefallenen des Ersten Weltkriegs gewidmet.

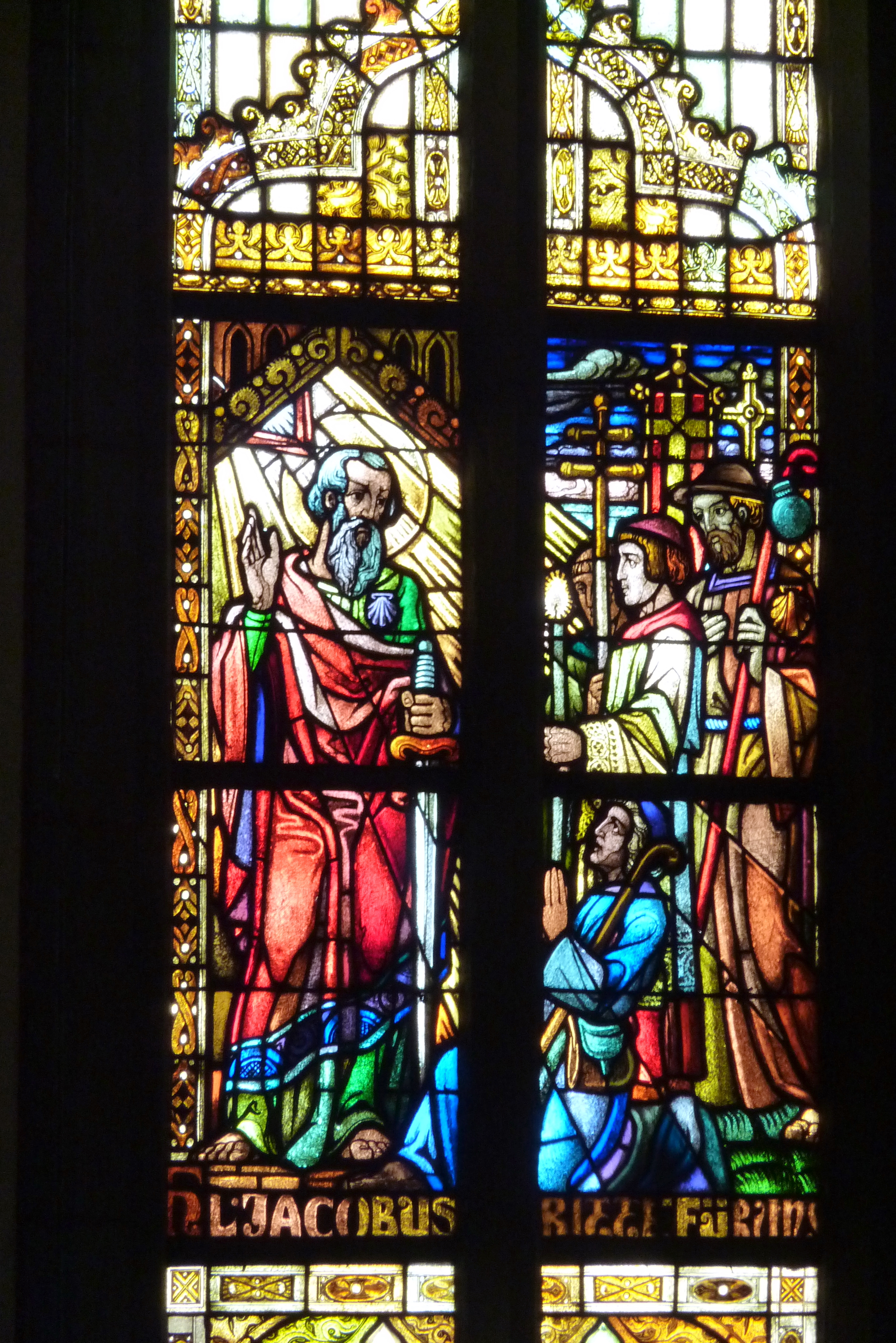
Heiliger Jakobus
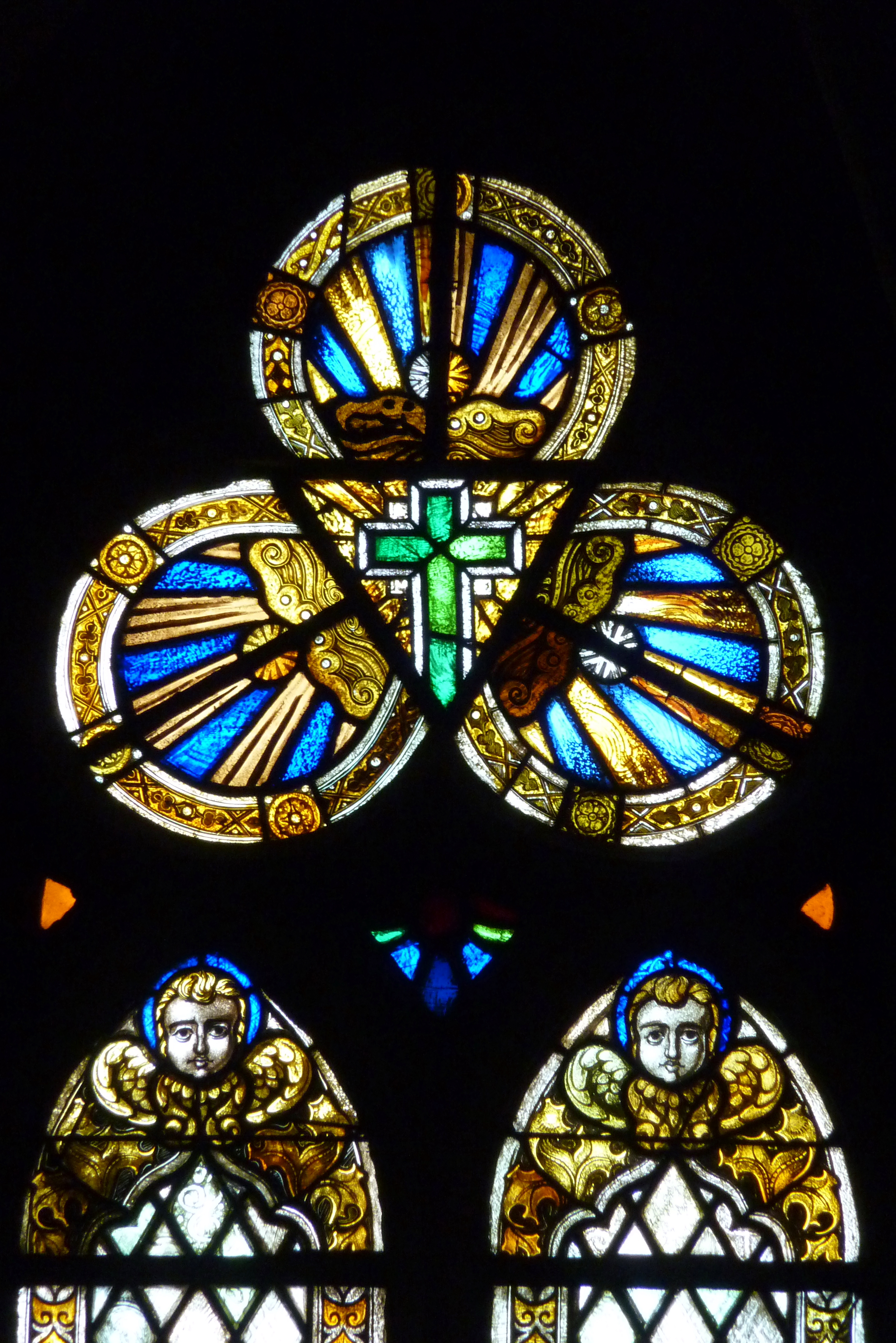
Oberer Teil eines Heiligenfensters

## Dreifaltigkeitsfenster
Das Dreifaltigkeitsfenster im nördlichen Langhaus aus dem Jahr 1904 stellt in der Mitte die Dreifaltigkeit dar. In der Mitte sieht man Christus in einer Mandorla, der in seiner linken Hand die Erdkugel hält und mit der rechten Hand segnet. Über dem bekrönten Christus ist Gottvater zu sehen und dazwischen, am Herz des Vaters, entfaltet eine Taube als Symbol des Heiligen Geistes ihre Flügel. Im linken Lanzettfenster sieht man den heiligen Matthias, den Patron des Bistums Trier, und im rechten Lanzettfenster die heilige Margareta. Unterhalb von Christus befindet sich Maria mit dem Kind und einer Lilie, rechts von ihr die heilige Barbara und an ihrer linken Seite Elisabeth von Thüringen mit einem Kind und eine weitere unbekannte Heilige.

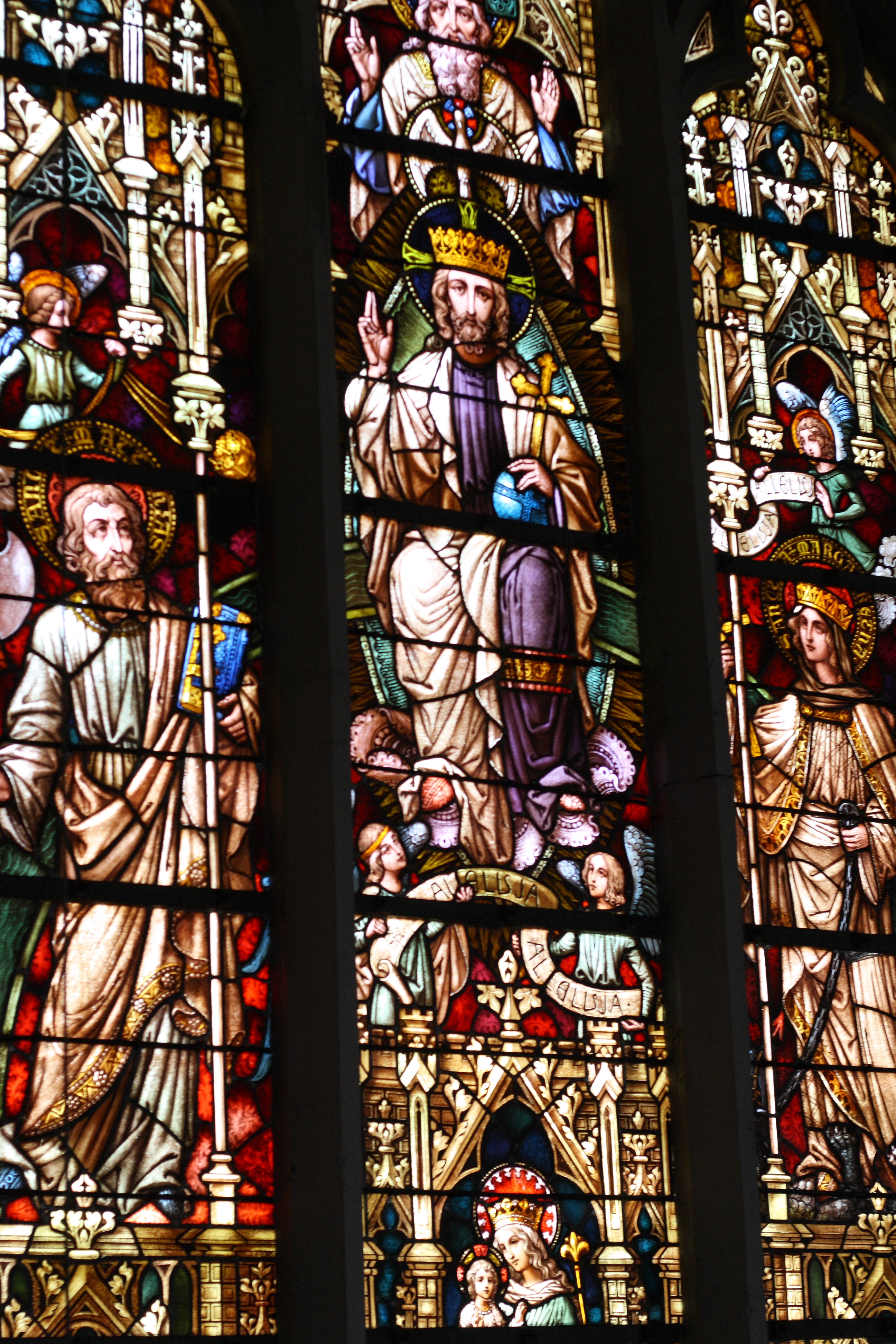
Christus, der heilige Matthias (links) und die heilige Margareta (rechts)
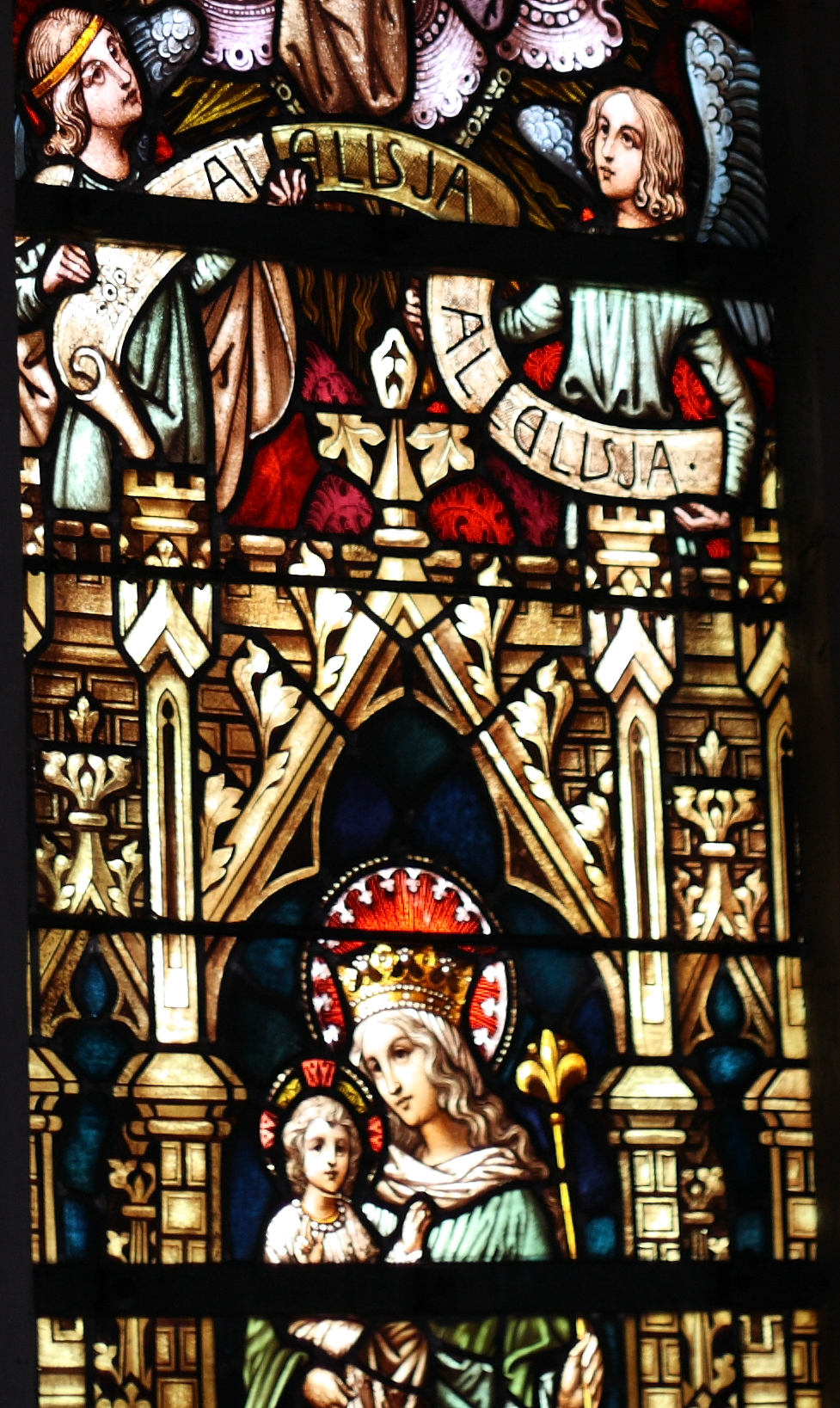
Madonna und Kind
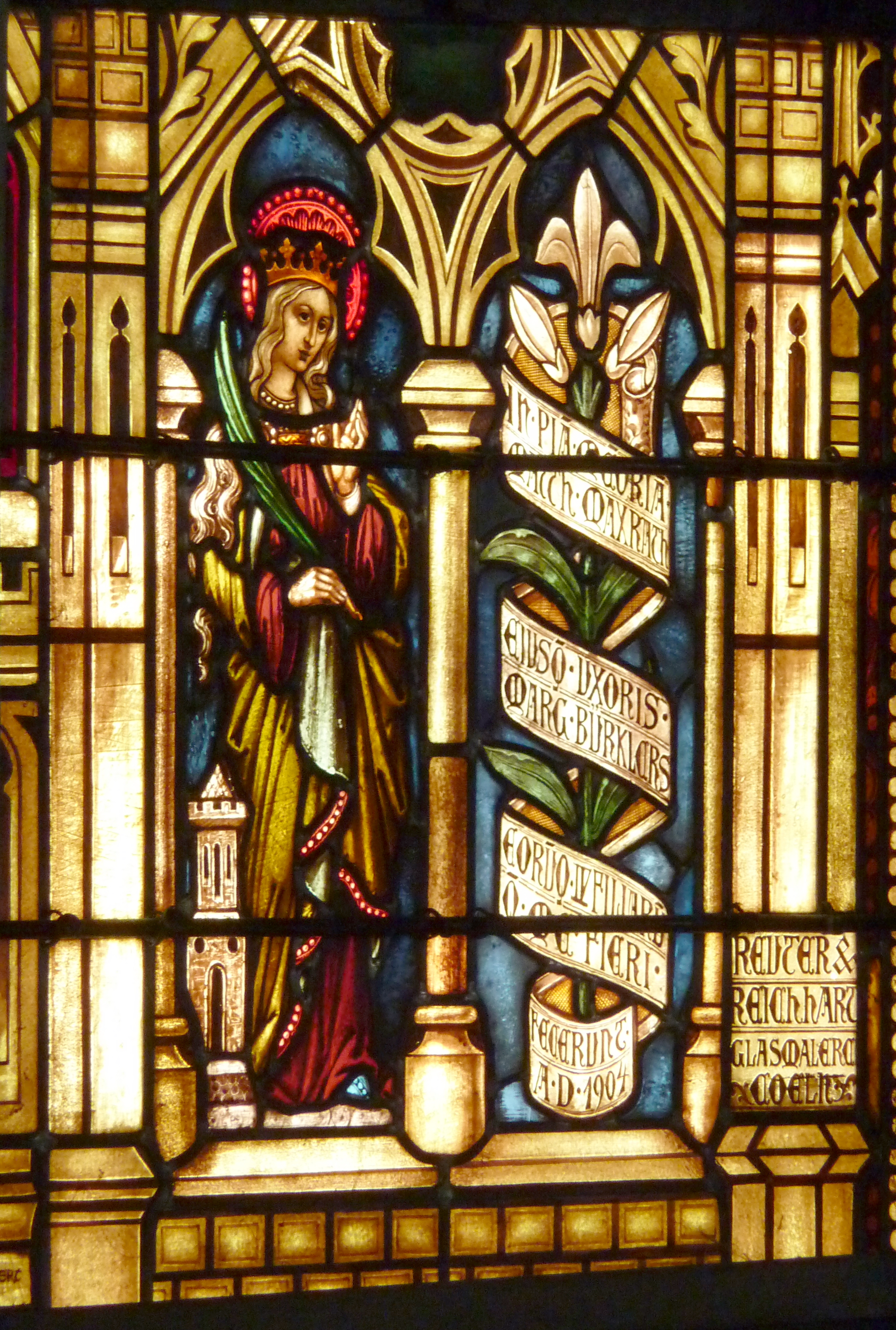
Heilige Barbara mit einem Turm
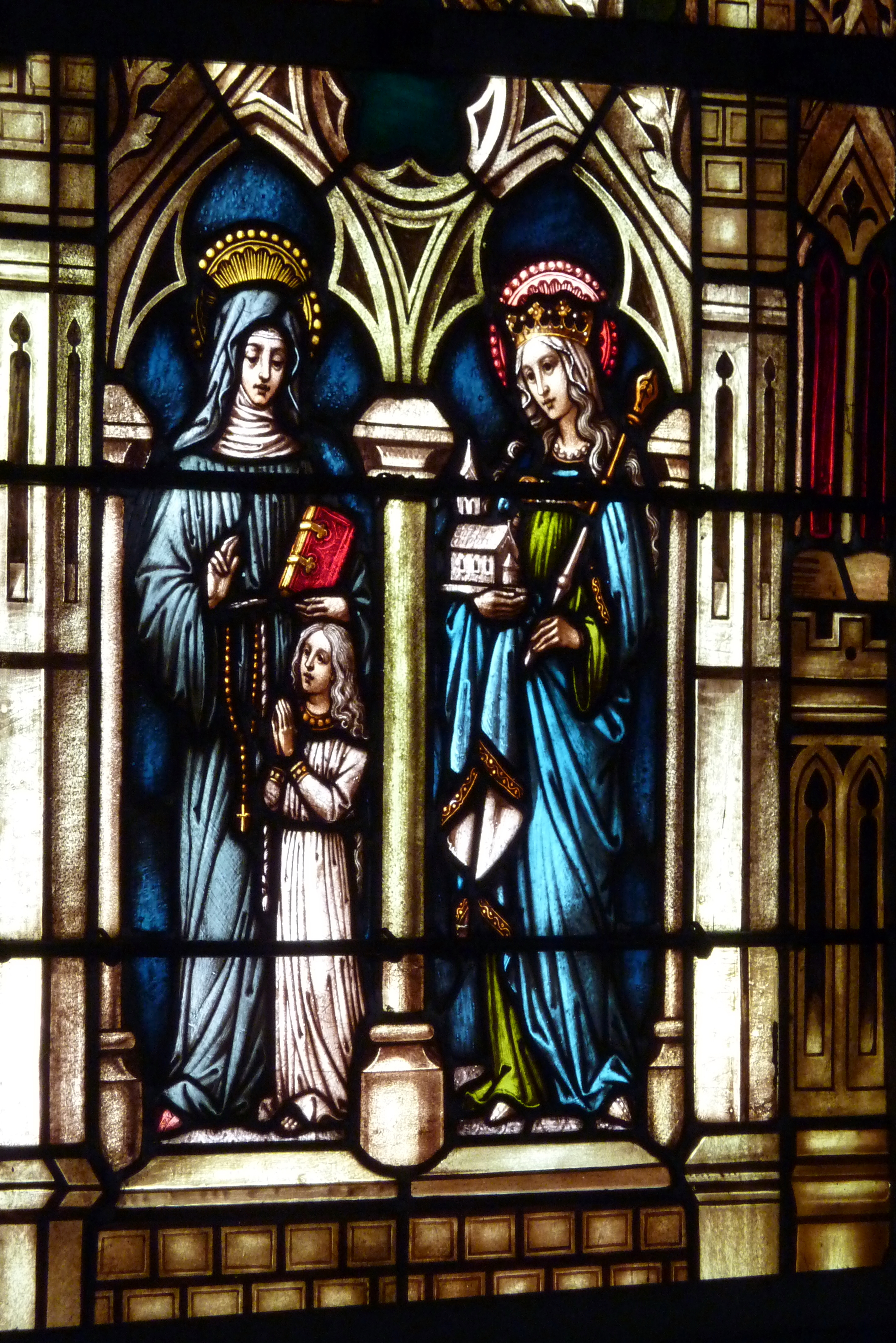
Heilige Elisabeth mit einem Kind und eine Heilige mit einer Kirche

## Fenster im Hauptchor

### Mittelfenster
Die Fenster im Hauptchor wurden 1953 nach Entwürfen des Trierer Künstlers Rudolf Schillings (1925–2003) von der Glasmalerei Binsfeld geschaffen. Die drei 11,50 m hohen Fenster, mit einer Gesamtfläche von 70 m², behandeln das Thema Das Erlösungswerk Jesu Christi und unsere Teilnahme an seinen Früchten. Das mittlere Fenster wird von der Kreuzigungsgruppe beherrscht; zur Rechten des Gekreuzigten stehen Maria und der Apostel Johannes und zur Linken der römische Soldat Longinus, der Jesus nach dessen Tod eine Lanze in die Seite gestochen haben soll. Maria Magdalena hält die Füße Jesu umschlungen. Die Szenen unterhalb der Kreuzigung zeigen das Abendmahl mit Judas Iskariot am rechten äußeren Bildrand, die Verkündigung an Maria und die Geburt des Herrn, darunter das Opfer Abrahams und das Opfer des Melchisedech und der untere Abschluss bilden die Darstellung der Heiligen Laurentius, Josef, Matthias und Sebastian in Lebensgröße. Den oberen Abschluss des mittleren Chorfensters bildet die Darstellung von Mariä Aufnahme in den Himmel.

### Linkes Chorfenster
Das linke Chorfenster zeigt zentral das Wunder der Brotvermehrung. Darüber ist der Mannaregen dargestellt und unterhalb der zentralen Szene verteilt die heilige Elisabeth Brot an die Armen. Der untere Teil des Fensters enthält eine Szene aus dem Fegefeuer, den heiligen Martin, der seinen Mantel teilt, und weitere kleine Darstellungen.

### Rechtes Chorfenster
Das Hauptbild des rechten Chorfensters ist Christus in der Kelter. Darüber sind die Kundschafter im Gelobten Land dargestellt. Auf diesem Fenster werden viele Szenen aus der Arbeit des Winzers im Weinberg gezeigt. Im untersten Teil ganz links ist Papst Urban I., der Patron der Winzer, dargestellt und neben ihm Winzerinnen und Winzer bei der Traubenlese.

## Rundfenster unter den Emporen
Die Rundfenster, auch als Tondi bezeichnet, an den Seitenwänden des Kirchenschiffs unterhalb der Emporen wurden 1956 nach Entwürfen von Rudolf Schillings gefertigt. Sie zeigen die Heiligen Christophorus, Michael, Heinrich, Theodor und Agnes.

## Hutenfenster
Die vier Hutenfenster auf der Empore, 1957 nach Entwürfen des Künstlers Jakob Schwarzkopf gefertigt, stellen die Patroninen der vier Huten in Ahrweiler dar: die heilige Barbara (Patronin der Ahrhut), die heilige Ursula (Patronin der Oberhut), die heilige Katharina (Patronin der Niederhut) und die heilige Maria (Patronin der Adenbachhut). Über den Heiligen sind die jeweiligen Stadttore von Ahrweiler dargestellt: Ahrtor, Obertor, Niedertor und Adenbachtor.

## Franziskusfenster
Das Franziskusfenster auf der südlichen Empore wurde 1959 eingebaut und nach einem Karton von Rudolf Schillings gefertigt. Es zeigt den heiligen Franziskus bei einer Predigt vor Tieren. Die Tiere hören ihm zu: Der Pelikan reißt seinen Schnabel auf, die Rehe drehen ihre Köpf zu ihm und der Pfau steht aufmerksam daneben.

## Weihnachtsfenster
Auf der Südseite der Kirche wurde 1956 ein sogenanntes Weihnachtsfenster eingebaut, das die Heilige Familie zeigt. Maria kniet neben dem neugeborenen Sohn, der auf Stroh gebettet den Betrachter anschaut. Dahinter steht Josef mit einem Stab zum Schutze der ihm Anvertrauten. Die Waage über den Personen ist das Zeichen der Gerechtigkeit und der göttlichen Wahrheit. Der Kelch daneben erinnert an das Gebet Jesu im Garten Gethsemani: „Vater...lass diesen Kelch an mir vorübergehen“ (vgl. Matthäus 26,36–56 ).

## Südliche Seitenchorfenster
Die südlichen Seitenchorfenster wurden 1956 geschaffen und stellen Maria in den Phasen ihres Lebens dar: die Jungfrau Maria, die Mutter Maria, Maria als Pietà und Maria als Königin.